# Tenebroso
Tenebroso (it. tenebroso ’mörk’) är en variant av klärobskyrmåleri som utövades av konstnärer i Neapel, Nederländerna och Spanien i Caravaggios efterföljd. De kallas vanligen caravaggister.